# Iván Cabanilla
Ivan Cabanilla es un exfutbolista ecuatoriano. Su último equipo fue el Santa Rosa Fútbol Club de la segunda categoría de Ecuador.

## Trayectoria-Clubes
| Club                                  | País    | Año       | PJ | Goles |
| ------------------------------------- | ------- | --------- | -- | ----- |
| Asociación Deportiva Nueve de Octubre | Ecuador | 2005      | 10 | 5     |
| Macará                                | Ecuador | 2006-2010 | 39 | 4     |
| Calvi Fútbol Club                     | Ecuador | 2010-     | 23 | 7     |
| Santa Rosa Fútbol Club                | Ecuador | 2010-     | 2  | 1     |

- Datos: Q5923396